# Verein für Bewegungsspiele Stuttgart 1893 2023-2024
Questa pagina raccoglie i dati relativi al Verein für Bewegungsspiele Stuttgart 1893 nelle competizioni ufficiali della stagione 2023-2024.

## Stagione

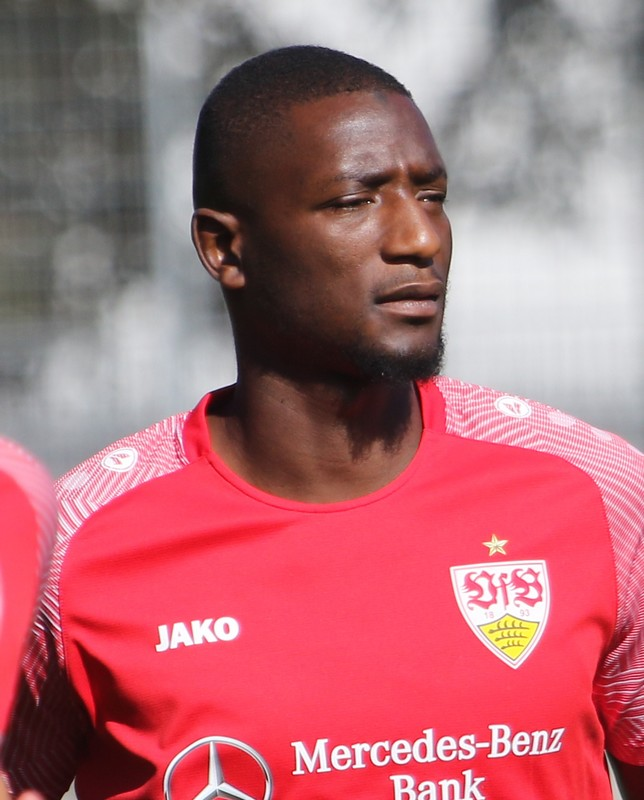
Serhou Guirassy è il capocannoniere dei Roten

La stagione 2023-2024 segna la 57ª partecipazione dello Stoccarda alla Bundesliga per lo Stoccarda, e vede la conferma di Sebastian Hoeneß alla guida tecnica della squadra. Il primo impegno ufficiale dei Roten è rappresentato dall’incontro valido per il primo turno di Coppa di Germania contro il TSG Balingen, vinto con il punteggio di 4-0.
L’esordio in campionato è positivo per la formazione di Hoeneß, che supera il Bochum con un netto 5-0. Il 25 agosto arriva la prima sconfitta stagionale, con un pesante 5-1 inflitto dal RB Lipsia. Il 28 ottobre si interrompe la striscia di sei vittorie consecutive in campionato a causa della sconfitta interna per 2-3 contro l'Hoffenheim.
Il 31 ottobre i roten superano il secondo turno di coppa nazionale battendo di misura l'Union Berlino. L'11 novembre, in occasione della vittoria per 2-1 contro il Borussia Dortmund, Serhou Guirassy realizza un calcio di rigore dopo che i precedenti tre tiri dagli undici metri concessi in precedenza alla squadra erano stati tutti falliti dai compagni. Il 6 dicembre lo Stoccarda supera gli ottavi di finale di Coppa di Germania, battendo 2-0 il Borussia Dortmund. Dopo ben 14 giornate arriva il primo pareggio in stagione dello Stoccarda, che impatta 1-1 contro il Bayer Leverkusen, capolista in Bundesliga.
Il 14 gennaio si conclude il girone di andata dello Stoccarda, con la sconfitta esterna per 3-1 contro il Borussia M'gladbach, ma con la squadra che resta in piena zona Champions League. Il 20 gennaio la squadra incappa nella terza sconfitta in quattro partite, per mano del Bochum, in una gara caratterizzata da pesanti scontri sugli spalti che ne hanno anche causato l'interruzione. La prima vittoria del 2024 coincide con la prima vittoria in assoluto dello Stoccarda contro il RB Lipsia, battuto col risultato di 5-2. Il 6 febbraio lo Stoccarda viene estromesso dalla Coppa di Germania per mano del Leverkusen, col risultato di 3-2 ai quarti di finale.
Il 31 marzo, dopo la sosta nazionali, lo Stoccarda pareggia in extremis per 3-3 contro l'Heidenheim garantendosi l'accesso alle coppe europee. Il 13 aprile il VfB batte 3-0 l'Eintracht Francoforte, con Serhou Guirassy che realizza il 25º gol in campionato e supera il precedente record di marcature appartenente a Mario Gómez. Il 27 aprile la squadra di Hoeneß è stata a un passo dall'infliggere la prima sconfitta stagionale ai campioni di Germania del Bayer Leverkusen, che hanno segnato il gol del 2-2 al settimo minuto di recupero.
Il 2 maggio, in virtù della vittoria del Borussia Dortmund contro i francesi del Paris Saint-Germain, la Germania ottiene un ulteriore posto per qualificare i propri club in Champions League e lo Stoccarda rientra matematicamente tra i club a disputare la massima competizione europea, dopo 14 anni di assenza. Il 18 maggio si conclude la stagione dello Stoccarda, con la squadra di Hoeneß che batte 4-0 il Borussia M'gladbach e supera in classifica il Bayern Monaco, posizionandosi al secondo posto dopo 21 anni dall'ultima volta.

## Maglie e sponsor

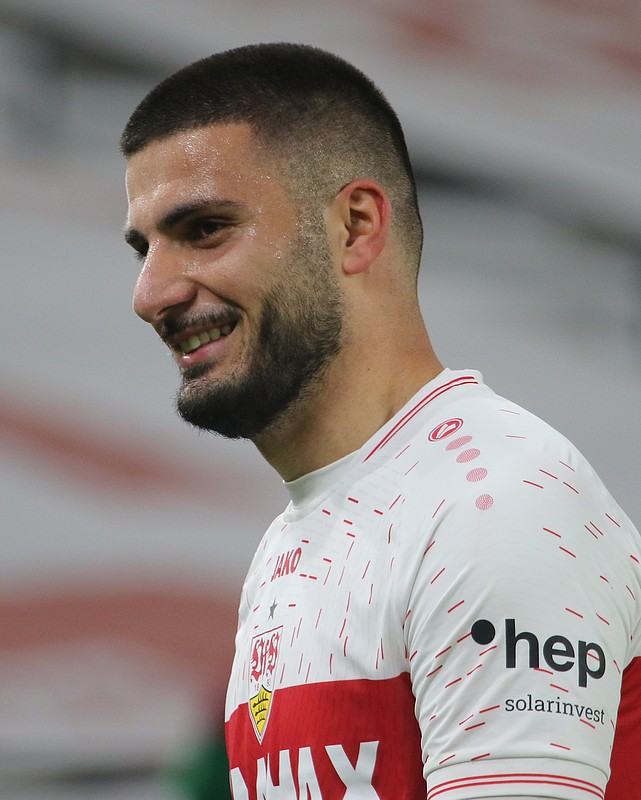
Deniz Undav, nuovo acquisto della squadra, con indosso la prima maglia e i dettagli in rilievo

Lo sponsor ufficiale per la stagione 2023-2024 è Winamax, mentre quello tecnico è Jako. La prima divisa riprende i colori tradizionali bianco e rosso, riporta dei pallini rossi sulle spalle e dei tratteggi stilizzati sulla parte alta del petto. La seconda maglia è rossa con leggere striature bianche.
|  | Casa |  | Trasferta |  | Terza maglia |

## Organigramma societario

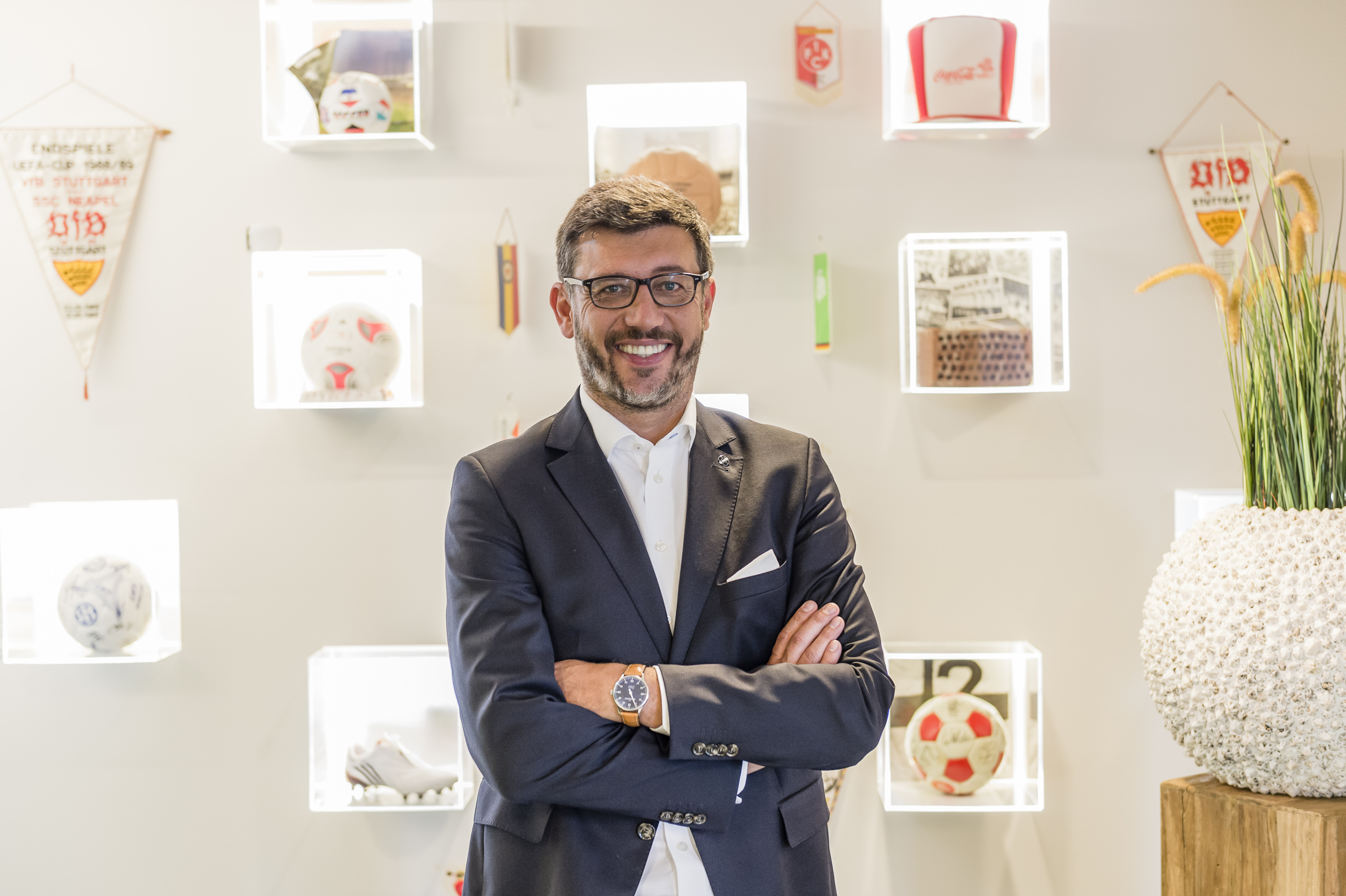
Claus Vogt, il presidente dello Stoccarda

Dal sito internet ufficiale della società.
Area direttiva
- Presidente: Claus Vogt
- Vicepresidente: Peter Schymon
- Membro comitato direttivo: Rainer Adrion
- Supervisori: Beate Beck-Deharde, Tanja Gönner, Alexander Kläger, Franz Reiner, Christian Riethmüller, Tobias Röschl

Area amministrativa
- Amministratore delegato: Alexander Wehrle
- Direttore finanziario: Thomas Ignatzi, Tobias Keller
- Capo marketing e vendite: Rouven Kasper

Area management
- Direttore sportivo: Fabian Wohlgemuth
- Coordinatore Sportivo: Markus Rüdt
- Consulenti del management: Philipp Lahm, Sami Khedira, Christian Gentner

Area tecnica
- Allenatore: Sebastian Hoeneß

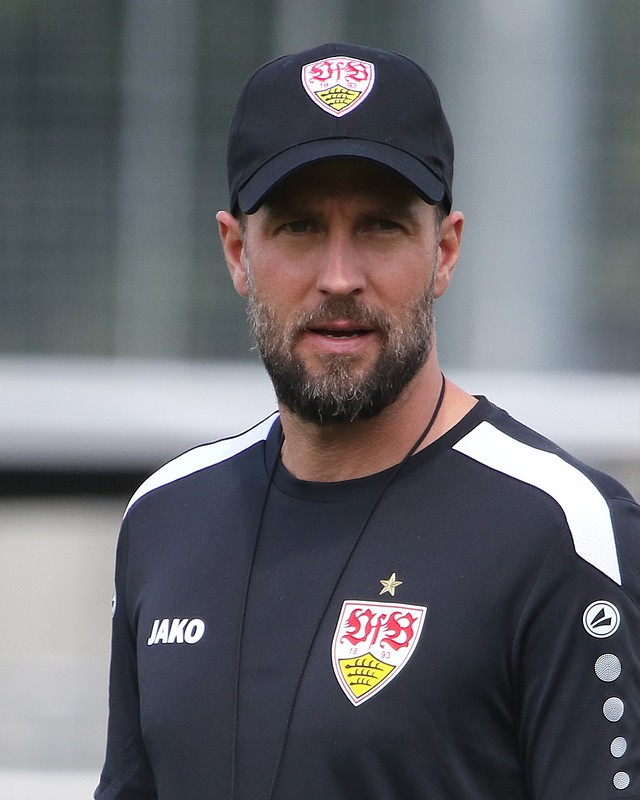
Sebastian Hoeneß, il tecnico dei Roten

- Allenatore in seconda: David Krecidlo
- Assistenti allenatore: Malik Fathi, Nathaniel Weiss
- Allenatore dei portieri: Steffen Krebs
- Supervisori: Günther Schäfer, Peter Reichert

Area medica
- Medico sociale: Heiko Striegel, Raymond Best
- Preparatori atletici: Martin Franz, Matthias Schiffers
- Medici di squadra: Raymond Best, Heiko Striegel, Mario Bucher
- Fisioterapisti: Gerhard Wörn, Matthias Hahn, Manuel Roth, Zoran Rajcic
- Analisti: Marcus Fregin, Max Lesser, Jan Schimpchen
- Psicologo: Dino Poimann
- Osteopata: Matthias Hahn

Area scout
- Responsabile scouting: Markus Lösch
- Osservatori: Uli Schier, Erwin Hadewicz, Herbert Maronn, Sascha Koch, Simon Bauer
- Capo-osservatore giovanile: Paul Tolasz
- Osservatore giovanile: Elefterios Karastergios

Area marketing
- Direttore area marketing: Jochen Röttgermann
- Magazzinieri: Michael Meusch, Gordana Markovic-Masala

Area comunicazione
- Direttore della comunicazione: Tobias Kaufmann
- Direttore dei media: Tobias Herwerth

## Rosa

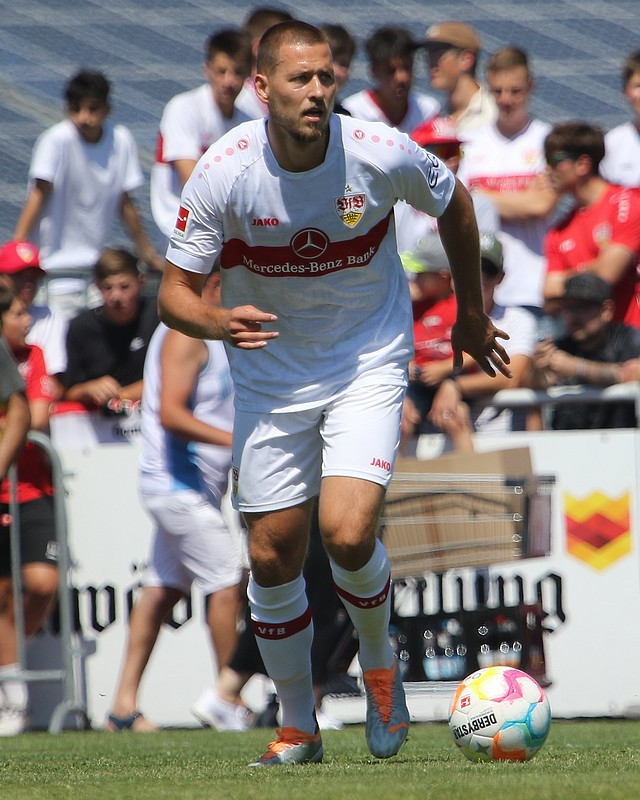
Waldemar Anton, il nuovo capitano dello Stoccarda

Rosa e numerazione dello Stoccarda tratte dal sito ufficiale.
| N. |                          | Ruolo | Calciatore                |
| -- | ------------------------ | ----- | ------------------------- |
| 1  | Germania (bandiera)      | P     | Fabian Bredlow            |
| 2  | Germania (bandiera)      | D     | Waldemar Anton (capitano) |
| 3  | Giappone (bandiera)      | C     | Wataru Endō               |
| 4  | Germania (bandiera)      | D     | Josha Vagnoman            |
| 5  | Germania (bandiera)      | C     | Mahmoud Dahoud            |
| 6  | Germania (bandiera)      | C     | Angelo Stiller            |
| 7  | Germania (bandiera)      | D     | Maximilian Mittelstädt    |
| 8  | Francia (bandiera)       | C     | Enzo Millot               |
| 9  | Guinea (bandiera)        | A     | Serhou Guirassy           |
| 10 | Corea del Sud (bandiera) | C     | Jeong Woo-yeong           |
| 14 | RD del Congo (bandiera)  | A     | Silas Katompa Mvumpa      |
| 15 | Germania (bandiera)      | D     | Pascal Stenzel            |
| 16 | Germania (bandiera)      | C     | Atakan Karazor            |
| 17 | Giappone (bandiera)      | C     | Genki Haraguchi           |
| 18 | Germania (bandiera)      | A     | Jamie Leweling            |

| N. |                      | Ruolo | Calciatore        |
| -- | -------------------- | ----- | ----------------- |
| 19 | Serbia (bandiera)    | A     | Jovan Milošević   |
| 20 | Svizzera (bandiera)  | D     | Leonidas Stergiou |
| 21 | Giappone (bandiera)  | D     | Hiroki Itō        |
| 23 | Francia (bandiera)   | D     | Dan-Axel Zagadou  |
| 24 | Croazia (bandiera)   | D     | Borna Sosa        |
| 25 | Germania (bandiera)  | C     | Lilian Egloff     |
| 26 | Germania (bandiera)  | A     | Deniz Undav       |
| 27 | Germania (bandiera)  | C     | Chris Führich     |
| 28 | Danimarca (bandiera) | C     | Nikolas Nartey    |
| 29 | Francia (bandiera)   | D     | Anthony Rouault   |
| 32 | Germania (bandiera)  | A     | Roberto Massimo   |
| 33 | Germania (bandiera)  | P     | Alexander Nübel   |
| 36 | Germania (bandiera)  | C     | Laurin Ulrich     |
| 41 | Germania (bandiera)  | P     | Dennis Seimen     |
| 42 | Germania (bandiera)  | P     | Florian Schock    |

## Calciomercato

### Sessione estiva
| Acquisti         | Acquisti               | Acquisti           | Acquisti                         |
| R.               | Nome                   | da                 | Modalità                         |
| ---------------- | ---------------------- | ------------------ | -------------------------------- |
| P                | Alexander Nübel        | Bayern Monaco      | prestito oneroso (1 milione €)   |
| D                | Maximilian Mittelstädt | Hertha Berlino     | definitivo (0,5 milioni €)       |
| D                | Anthony Rouault        | Tolosa             | prestito                         |
| D                | Leonidas Stergiou      | San Gallo          | prestito                         |
| C                | Jeong Woo-yeong        | Friburgo           | definitivo (2,8 milioni €)       |
| C                | Angelo Stiller         | Hoffenheim         | definitivo (5,5 milioni €)       |
| A                | Serhou Guirassy        | Rennes             | definitivo (9 milioni €)         |
| A                | Deniz Undav            | Brighton           | prestito oneroso (0,7 milioni €) |
| A                | Jamie Leweling         | Union Berlino      | prestito oneroso (0,2 milioni €) |
| A                | Jovan Milošević        | Vojvodina          | definitivo (1,2 milioni €)       |
| Altre operazioni |                        |                    |                                  |
| R.               | Nome                   | da                 | Modalità                         |
| D                | Matej Maglica          | San Gallo          | definitivo (0,45 milioni €)      |
| C                | Momo Cissé             | Wisła Cracovia     | fine prestito                    |
| C                | Roberto Massimo        | Académico de Viseu | fine prestito                    |
| C                | Clinton Mola           | Blackburn          | fine prestito                    |
| A                | Wahid Faghir           | Nordsjælland       | fine prestito                    |
| A                | Mohamed Sankoh         | Vitesse            | fine prestito                    |

| Cessioni         | Cessioni                | Cessioni         | Cessioni                         |
| R.               | Nome                    | a                | Modalità                         |
| ---------------- | ----------------------- | ---------------- | -------------------------------- |
| P                | Florian Müller          | Friburgo         | definitivo (1,5 milioni €)       |
| D                | Kōnstantinos Mavropanos | West Ham Utd     | definitivo (20 milioni €)        |
| C                | Tanguy Coulibaly        |                  | svincolato                       |
| C                | Gil Dias                | Legia Varsavia   | prestito oneroso (0,2 milioni €) |
| C                | Wataru Endō             | Liverpool        | definitivo (19 milioni €)        |
| C                | Borna Sosa              | Ajax             | definitivo (8 milioni €)         |
| A                | Juan José Perea         | Hansa Rostock    | prestito                         |
| A                | Luca Pfeiffer           | Darmstadt        | prestito                         |
| A                | Tiago Tomás             | Sporting Lisbona | fine prestito                    |
| Altre operazioni |                         |                  |                                  |
| R.               | Nome                    | a                | Modalità                         |
| D                | Antonis Aidonis         |                  | svincolato                       |
| D                | Matej Maglica           | Darmstadt        | prestito                         |
| C                | Ömer Faruk Beyaz        | Hatayspor        | prestito                         |
| C                | Momo Cissé              | Stoccarda II     | interno                          |
| C                | Clinton Mola            |                  | svincolato                       |
| A                | Wahid Faghir            | Elversberg       | prestito                         |
| A                | Serhou Guirassy         | Rennes           | fine prestito                    |
| A                | Alou Kuol               | C.C. Mariners    | definitivo (0,2 milioni €)       |
| A                | Mohamed Sankoh          | Heracles Almelo  | prestito                         |

### Sessione invernale
| Acquisti         | Acquisti        | Acquisti          | Acquisti      |
| R.               | Nome            | da                | Modalità      |
| ---------------- | --------------- | ----------------- | ------------- |
| C                | Mahmoud Dahoud  | Brighton          | prestito      |
| Altre operazioni |                 |                   |               |
| R.               | Nome            | da                | Modalità      |
| C                | Mateo Klimowicz | Atlético San Luis | fine prestito |

| Cessioni         | Cessioni          | Cessioni          | Cessioni                    |
| R.               | Nome              | a                 | Modalità                    |
| ---------------- | ----------------- | ----------------- | --------------------------- |
| A                | Jovan Milošević   | San Gallo         | prestito                    |
| Altre operazioni |                   |                   |                             |
| R.               | Nome              | a                 | Modalità                    |
| C                | Mateo Klimowicz   | Atlético San Luis | definitivo (0,75 milioni €) |
| A                | Thomas Kastanaras | Ulma              | prestito                    |

## Risultati

### Bundesliga

#### Girone di andata
| Arbitro: | Siebert (Berlino) |

|                                              |           |  |
| Guirassy 18’, 77’ Zagadou 38’ Silas 60’, 67’ | Marcatori |  |

| Arbitro: | Willenborg (Osnabrück) |

|                                                     |           |              |
| Henrichs 51’ Olmo 63’ Openda 66’ Kampl 74’ Xavi 76’ | Marcatori | 35’ Guirassy |

| Arbitro: | Brych (Monaco di Baviera) |

|                                              |           |  |
| Führich 8’, 62’ Guirassy 17’, 19’ Millot 75’ | Marcatori |  |

| Arbitro: | Osmers (Hannover) |

|              |           |                          |
| Barreiro 70’ | Marcatori | 56’, 84’, 90+7’ Guirassy |

| Arbitro: | Jöllenbeck (Friburgo in Brisgovia) |

|                                |           |                    |
| Millot 22’ Guirassy 32’, 90+2’ | Marcatori | 17’ (aut.) Zagadou |

| Arbitro: | Stieler (Amburgo) |

|  |           |                |
|  | Marcatori | 68’, 88’ Undav |

| Arbitro: | Siebert (Berlino) |

|                               |           |              |
| Guirassy 67’ (rig.), 78’, 81’ | Marcatori | 38’ Gerhardt |

| Arbitro: | Dankert (Rostock) |

|  |           |                                  |
|  | Marcatori | 16’ Guirassy 81’ Silas 88’ Undav |

| Arbitro: | Zwayer (Berlino) |

|                       |           |                                        |
| Führich 61’ Undav 74’ | Marcatori | 5’ Prömel 21’ (rig.) Weghorst 66’ Skov |

| Arbitro: | Badstübner (Norimberga) |

|                                 |           |  |
| Schöppner 70’ Kleindienst 90+4’ | Marcatori |  |

| Arbitro: | Stieler (Amburgo) |

|                               |           |              |
| Undav 42’ Guirassy 83’ (rig.) | Marcatori | 36’ Füllkrug |

| Arbitro: | Brych (Monaco di Baviera) |

|                  |           |                 |
| Anton 26’ (aut.) | Marcatori | 1’, 45+1’ Undav |

| Arbitro: | Dankert (Rostock) |

|                               |           |  |
| Undav 17’ Guirassy 75’ (rig.) | Marcatori |  |

| Arbitro: | Aytekin (Oberasbach) |

|             |           |           |
| Führich 40’ | Marcatori | 47’ Wirtz |

| Arbitro: | Stieler (Amburgo) |

|                      |           |  |
| Kane 2’, 55’ Kim 63’ | Marcatori |  |

| Arbitro: | Siebert (Berlino) |

|                                      |           |  |
| Undav 18’ Guirassy 45+1’ Führich 69’ | Marcatori |  |

| Arbitro: | Osmers (Hannover) |

|                               |           |              |
| Hack 1’, 19’ Siebatcheu 90+1’ | Marcatori | 56’ Vagnoman |

#### Girone di ritorno
| Arbitro: | Dankert (Rostock) |

|          |           |  |
| Bero 50’ | Marcatori |  |

| Arbitro: | Jablonski (Brema) |

|                                                    |           |                      |
| Millot 25’ (rig.) Undav 30’, 56’, 75’ Leweling 48’ | Marcatori | 32’ Šeško 55’ Openda |

| Arbitro: | Siebert (Berlino) |

|               |           |                                     |
| Kübler 45+11’ | Marcatori | 3’ Undav 7’ Führich 74’ Mittelstädt |

| Arbitro: | Ayketin (Oberasbach) |

|                                            |           |             |
| Mittelstädt 45+2’ Leweling 45+5’ Undav 73’ | Marcatori | 76’ Ajorque |

| Arbitro: | Welz (Wiesbaden) |

|              |           |                           |
| Seydel 90+5’ | Marcatori | 14’ Guirassy 90+2’ Dahoud |

| Arbitro: | Ittrich (Amburgo) |

|            |           |            |
| Millot 53’ | Marcatori | 63’ Martel |

| Arbitro: | Brand (Unterspiesheim) |

|                         |           |                                       |
| Mæhle 50’ L. Nmecha 83’ | Marcatori | 14’, 54’ (rig.) Guirassy 78’ Vagnoman |

| Arbitro: | Schröder (Hannover) |

|                          |           |  |
| Guirassy 14’ Führich 65’ | Marcatori |  |

| Arbitro: | Stegemann (Niederkassel) |

|  |           |                                        |
|  | Marcatori | 16’ Millot 45+1’ Guirassy 68’ Leweling |

| Arbitro: | Zwayer (Berlino) |

|                                      |           |                                       |
| Guirassy 41’ Stiller 53’ Undav 90+8’ | Marcatori | 62’ (aut.) Nübel 84’, 85’ Kleindienst |

| Arbitro: | Jöllenbeck (Friburgo in Brisgovia) |

|  |           |              |
|  | Marcatori | 64’ Guirassy |

| Arbitro: | Aytekin (Oberasbach) |

|                                     |           |  |
| Guirassy 11’ Undav 17’ Leweling 37’ | Marcatori |  |

| Arbitro: | Schröder (Hannover) |

|                         |           |           |
| Ducksch 28’ (rig.), 49’ | Marcatori | 71’ Undav |

| Arbitro: | Zwayer (Berlino) |

|                        |           |                       |
| Adli 61’ Andrich 90+6’ | Marcatori | 47’ Führich 57’ Undav |

| Arbitro: | Welz (Wiesbaden) |

|                                    |           |                 |
| Stergiou 29’ Jeong 83’ Silas 90+3’ | Marcatori | 37’ (rig.) Kane |

| Arbitro: | Ittrich (Amburgo) |

|  |           |              |
|  | Marcatori | 48’ Guirassy |

| Arbitro: | Schlager (Hügelsheim) |

|                                       |           |  |
| Guirassy 23’, 31’ Jeong 75’ Silas 83’ | Marcatori |  |

### Coppa di Germania
| Arbitro: | Kampka (Magonza) |

|  |           |                                            |
|  | Marcatori | 25’ Millot 34’ Silas 43’ Guirassy 55’ Endō |

| Arbitro: | Stegemann (Niederkassel) |

|           |           |  |
| Undav 45’ | Marcatori |  |

| Arbitro: | Brand (Unterspiesheim) |

|                        |           |  |
| Guirassy 55’ Silas 77’ | Marcatori |  |

| Arbitro: | Schlager (Hügelsheim) |

|                              |           |                       |
| Andrich 50’ Adli 66’ Tah 90’ | Marcatori | 11’ Anton 58’ Führich |

## Statistiche

### Statistiche di squadra
| Competizione      | Punti | In casa | In casa | In casa | In casa | In casa | In casa | In trasferta | In trasferta | In trasferta | In trasferta | In trasferta | In trasferta | Totale | Totale | Totale | Totale | Totale | Totale | DR  |
| Competizione      | Punti | G       | V       | N       | P       | Gf      | Gs      | G            | V            | N            | P            | Gf           | Gs           | G      | V      | N      | P      | Gf     | Gs     | DR  |
| ----------------- | ----- | ------- | ------- | ------- | ------- | ------- | ------- | ------------ | ------------ | ------------ | ------------ | ------------ | ------------ | ------ | ------ | ------ | ------ | ------ | ------ | --- |
| Bundesliga        | 73    | 17      | 13      | 3       | 1       | 50      | 15      | 17           | 10           | 1            | 6            | 28           | 24           | 34     | 23     | 4      | 7      | 78     | 39     | +39 |
| Coppa di Germania | -     | 2       | 2       | 0       | 0       | 3       | 0       | 2            | 1            | 0            | 1            | 6            | 3            | 4      | 3      | 0      | 1      | 9      | 3      | +6  |
| Totale            | -     | 19      | 15      | 3       | 1       | 53      | 15      | 19           | 11           | 1            | 7            | 34           | 27           | 38     | 26     | 4      | 8      | 87     | 42     | +45 |

### Andamento in campionato
| Giornata  | 1 | 2 | 3 | 4 | 5 | 6 | 7 | 8 | 9 | 10 | 11 | 12 | 13 | 14 | 15 | 16 | 17 | 18 | 19 | 20 | 21 | 22 | 23 | 24 | 25 | 26 | 27 | 28 | 29 | 30 | 31 | 32 | 33 | 34 |
| --------- | - | - | - | - | - | - | - | - | - | -- | -- | -- | -- | -- | -- | -- | -- | -- | -- | -- | -- | -- | -- | -- | -- | -- | -- | -- | -- | -- | -- | -- | -- | -- |
| Luogo     | C | T | C | T | C | T | C | T | C | T  | C  | C  | T  | C  | T  | C  | T  | T  | C  | T  | C  | T  | C  | T  | C  | T  | C  | T  | C  | T  | T  | C  | T  | C  |
| Risultato | V | P | V | V | V | V | V | V | P | P  | V  | V  | V  | N  | P  | V  | P  | P  | V  | V  | V  | V  | N  | V  | V  | V  | N  | V  | V  | P  | N  | V  | V  | V  |
| Posizione | 1 | 5 | 3 | 4 | 3 | 2 | 2 | 2 | 3 | 3  | 3  | 3  | 3  | 3  | 4  | 3  | 3  | 3  | 3  | 3  | 3  | 3  | 3  | 3  | 3  | 3  | 3  | 3  | 3  | 3  | 3  | 3  | 3  | 2  |

Legenda:

Luogo: C = Casa; T = Trasferta. Risultato: V = Vittoria; N = Pareggio; P = Sconfitta.

### Statistiche dei giocatori
In corsivo i calciatori ceduti durante la stagione
| Giocatore       | Bundesliga | Bundesliga | Bundesliga  | Bundesliga | Coppa di Germania | Coppa di Germania | Coppa di Germania | Coppa di Germania | Totale   | Totale | Totale      | Totale     |
| Giocatore       | Presenze   | Reti       | Ammonizioni | Espulsioni | Presenze          | Reti              | Ammonizioni       | Espulsioni        | Presenze | Reti   | Ammonizioni | Espulsioni |
| --------------- | ---------- | ---------- | ----------- | ---------- | ----------------- | ----------------- | ----------------- | ----------------- | -------- | ------ | ----------- | ---------- |
| W. Anton        | 33         | 0          | 7           | 0          | 4                 | 1                 | 1                 | 0                 | 37       | 1      | 8           | 0          |
| F. Bredlow      | 4          | -3         | 0           | 0          | 0                 | -0                | 0                 | 0                 | 4        | -3     | 0           | 0          |
| M. Dahoud       | 13         | 1          | 0           | 0          | 1                 | 0                 | 0                 | 0                 | 14       | 1      | 0           | 0          |
| S. Di Benedetto | 1          | 0          | 0           | 0          | 0                 | 0                 | 0                 | 0                 | 1        | 0      | 0           | 0          |
| L. Egloff       | 5          | 0          | 1           | 0          | 1                 | 0                 | 0                 | 0                 | 6        | 0      | 1           | 0          |
| W. Endō         | -          | -          | -           | -          | 1                 | 1                 | 0                 | 0                 | 1        | 1      | 0           | 0          |
| C. Führich      | 34         | 8          | 2           | 0          | 4                 | 1                 | 0                 | 0                 | 38       | 9      | 2           | 0          |
| S. Guirassy     | 28         | 28         | 0           | 0          | 2                 | 2                 | 0                 | 0                 | 30       | 30     | 0           | 0          |
| G. Haraguchi    | 2          | 0          | 0           | 0          | 1                 | 0                 | 0                 | 0                 | 3        | 0      | 0           | 0          |
| H. Itō          | 26         | 0          | 1           | 0          | 3                 | 0                 | 1                 | 0                 | 29       | 0      | 2           | 0          |
| A. Karazor      | 33         | 0          | 9           | 0          | 4                 | 0                 | 1                 | 0                 | 37       | 0      | 10          | 0          |
| W. Jeong        | 26         | 2          | 1           | 0          | 3                 | 0                 | 0                 | 0                 | 29       | 2      | 1           | 0          |
| J. Leweling     | 34         | 4          | 3           | 0          | 4                 | 0                 | 0                 | 0                 | 38       | 4      | 3           | 0          |
| R. Massimo      | 5          | 0          | 1           | 0          | 1                 | 0                 | 0                 | 0                 | 6        | 0      | 1           | 0          |
| E. Millot       | 31         | 5          | 5           | 0          | 4                 | 1                 | 0                 | 0                 | 35       | 6      | 5           | 0          |
| J. Milošević    | 5          | 0          | 0           | 0          | 1                 | 0                 | 0                 | 0                 | 6        | 0      | 0           | 0          |
| M. Mittelstädt  | 31         | 2          | 5           | 0          | 3                 | 0                 | 1                 | 0                 | 34       | 2      | 6           | 0          |
| N. Nartey       | 0          | 0          | 0           | 0          | 0                 | 0                 | 0                 | 0                 | 0        | 0      | 0           | 0          |
| A. Nübel        | 30         | -36        | 1           | 0          | 4                 | -3                | 0                 | 0                 | 34       | -39    | 1           | 0          |
| L. Raimund      | 3          | 0          | 1           | 0          | 0                 | 0                 | 0                 | 0                 | 3        | 0      | 1           | 0          |
| A. Rouault      | 22         | 0          | 3           | 0          | 2                 | 0                 | 0                 | 0                 | 24       | 0      | 3           | 0          |
| Silas           | 27         | 5          | 0           | 0          | 3                 | 2                 | 0                 | 0                 | 30       | 7      | 0           | 0          |
| B. Sosa         | 2          | 0          | 0           | 0          | 0                 | 0                 | 0                 | 0                 | 2        | 0      | 0           | 0          |
| P. Stenzel      | 23         | 0          | 2           | 1          | 2                 | 0                 | 0                 | 0                 | 25       | 0      | 2           | 1          |
| L. Stergiou     | 15         | 1          | 0           | 0          | 3                 | 0                 | 1                 | 0                 | 18       | 1      | 1           | 0          |
| A. Stiller      | 31         | 1          | 5           | 0          | 3                 | 0                 | 0                 | 0                 | 34       | 1      | 5           | 0          |
| L. Ulrich       | 0          | 0          | 0           | 0          | 0                 | 0                 | 0                 | 0                 | 0        | 0      | 0           | 0          |
| D. Undav        | 30         | 18         | 6           | 0          | 3                 | 1                 | 0                 | 0                 | 33       | 19     | 6           | 0          |
| J. Vagnoman     | 18         | 2          | 2           | 0          | 2                 | 0                 | 0                 | 0                 | 20       | 2      | 2           | 0          |
| D. Zagadou      | 19         | 1          | 1           | 0          | 3                 | 0                 | 0                 | 0                 | 22       | 1      | 1           | 0          |